# Base militaire de Yavoriv
La base militaire de Yavoriv est un centre d'entraînement militaire dans l'Ouest de l'Ukraine, dans la ville de Yavoriv, à environ dix kilomètres de la frontière avec la Pologne et à trente kilomètres au nord-ouest de Lviv dans le district de Yavoriv. L'installation abrite un Centre international pour le maintien de la paix et de la sécurité dans le cadre du programme Ukraine-OTAN « Partenariat pour la paix » et l'Académie militaire nationale Hetman Petro-Sahaïdatchnyi. La base couvre une superficie d'environ 390 km2 et peut accueillir jusqu'à 1 790 personnes,. Le parcours couvre une superficie de 36 153 hectares ; jusqu'à la création du parc national de Yavoriv, il s'étendait sur 42 000 hectares.

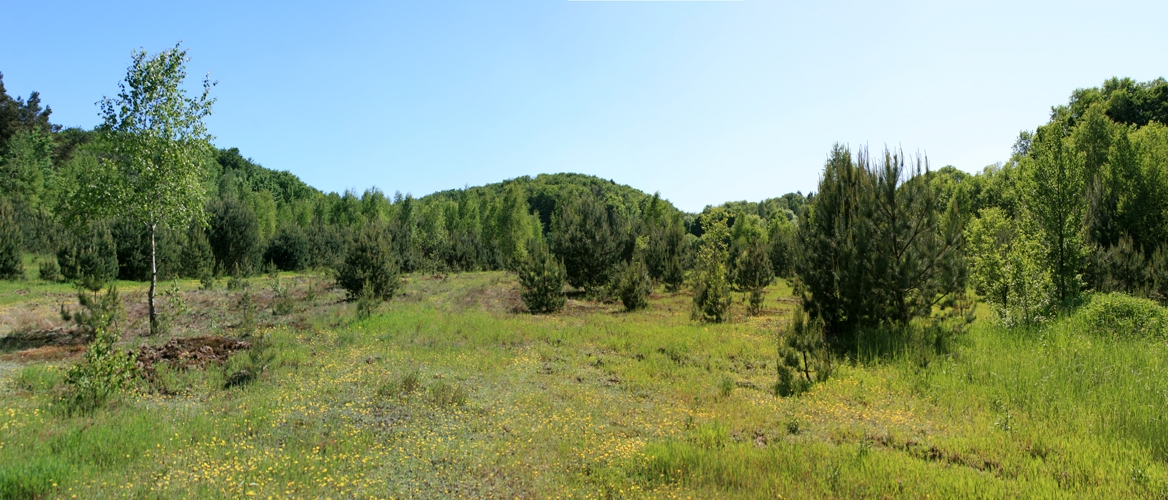
Vue du paysage en 2008

## Histoire
La zone d'entraînement militaire de Yavoriv a été fondée en 1940. Une ancienne zone d'entraînement militaire de l'armée polonaise a été utilisée, qui existait ici avant l'occupation soviétique de l'est de la Pologne en 1939 et l'annexion soviétique de l'Ouest de l'Ukraine. Le 13 février 1940, l'URSS a adopté une résolution sur l'évacuation de trente villages, dont la superficie était nécessaire pour l'agrandissement de la place.

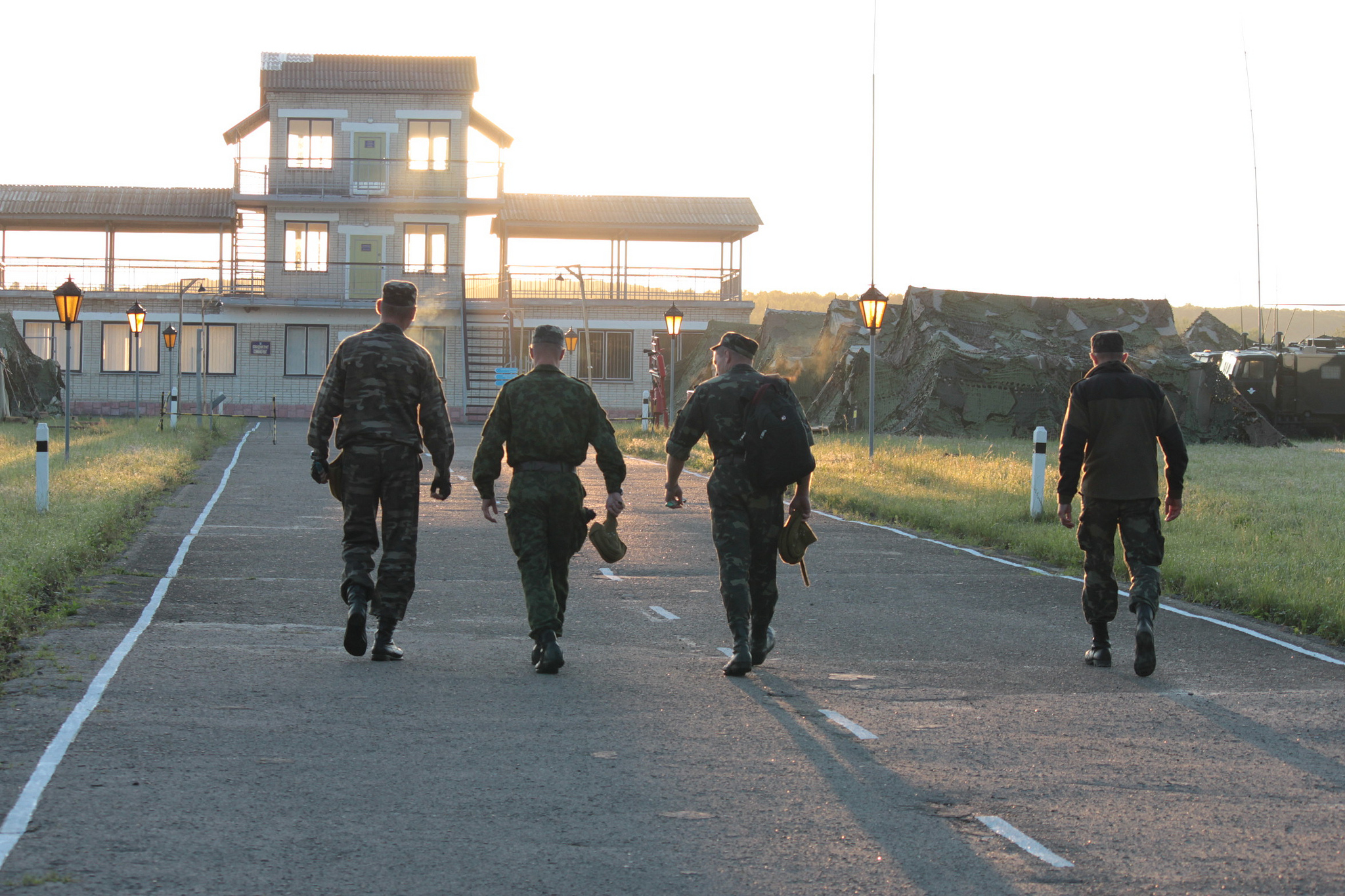
Tour de contrôle de la base en 2013 lors de Rapid trident.

Au total, cent vingt-cinq mille personnes ont été déplacées de force de la région et cent soixante-dix villages et hameaux sont devenus des déserts. Les habitants ont été déplacés dans le Sud de la Bessarabie dans des villages récemment devenus libres lors de la réinstallation des Allemands de Bessarabie dans le Reich allemand.
De 1941 à 1944, la zone a été utilisée par l'armée allemande comme zone d'entraînement militaire en Galicie nommée Truppenübungsplatz Galizien. Plus tard, l'Armée rouge a de nouveau utilisé la zone.
Après 1991, la base a servi de terrain d'entraînement aux forces ukrainiennes sous l'encadrement d'instructeurs étrangers, notamment américains et canadiens, et constituait également un des principaux centres servant aux exercices militaires conjoints entre les forces ukrainiennes et celles de l'OTAN après l'annexion de la Crimée par la Russie en 2014,,.

## Attaque russe en 2022
Lors de l'invasion russe de l'Ukraine en 2022, l'installation militaire de Yavoriv a été touchée par une frappe de missiles russes tôt le 13 mars 2022. Selon des responsables ukrainiens, trente roquettes ont été tirées sur la base, tuant trente-cinq personnes et en blessant cent trente-quatre autres,. Les responsables ukrainiens ont également signalé que jusqu'à mille combattants étrangers s'étaient entraînés à la base dans le cadre de la Légion étrangère ukrainienne. Le ministère russe de la Défense a annoncé qu'il avait détruit « jusqu'à cent quatre-vingts mercenaires étrangers et une importante cargaison d'armes étrangères » et a déclaré que la Russie poursuivrait ses attaques contre les combattants étrangers en Ukraine ; le ministère ukrainien de la Défense a déclaré qu'il n'avait confirmé aucun étranger parmi les morts. Le 14 mars, le journal britannique The Daily Mirror a déclaré qu'au moins trois anciens membres des forces spéciales britanniques pourraient avoir été tués dans les frappes, le nombre total de volontaires morts dépassant potentiellement une centaine,.
Le ministre ukrainien de la Défense Oleksiy Reznikov a décrit la frappe comme une « attaque terroriste contre la paix et la sécurité près de la frontière UE-OTAN ». Un responsable de l'OTAN a déclaré qu'il n'y avait pas de personnel de l'OTAN dans la base au moment de l'attaque, car tout le personnel avait quitté le pays avant l'invasion.